# Brabus Rocket
Brabus Rocket (також називається Brabus CLS V12 S) — це тюнінгований автомобіль від фірми Brabus представлений на Франкфуртському автосалоні 2005 року. Автомобіль побудований на основі Mercedes-Benz CLS-Класу в C219 кузові, оснащений модифікованим двигуном AMG зі збільшеним з 6,0 до 6,3 л об'ємом, що розвиває потужність 720 к.с..

## Перше покоління

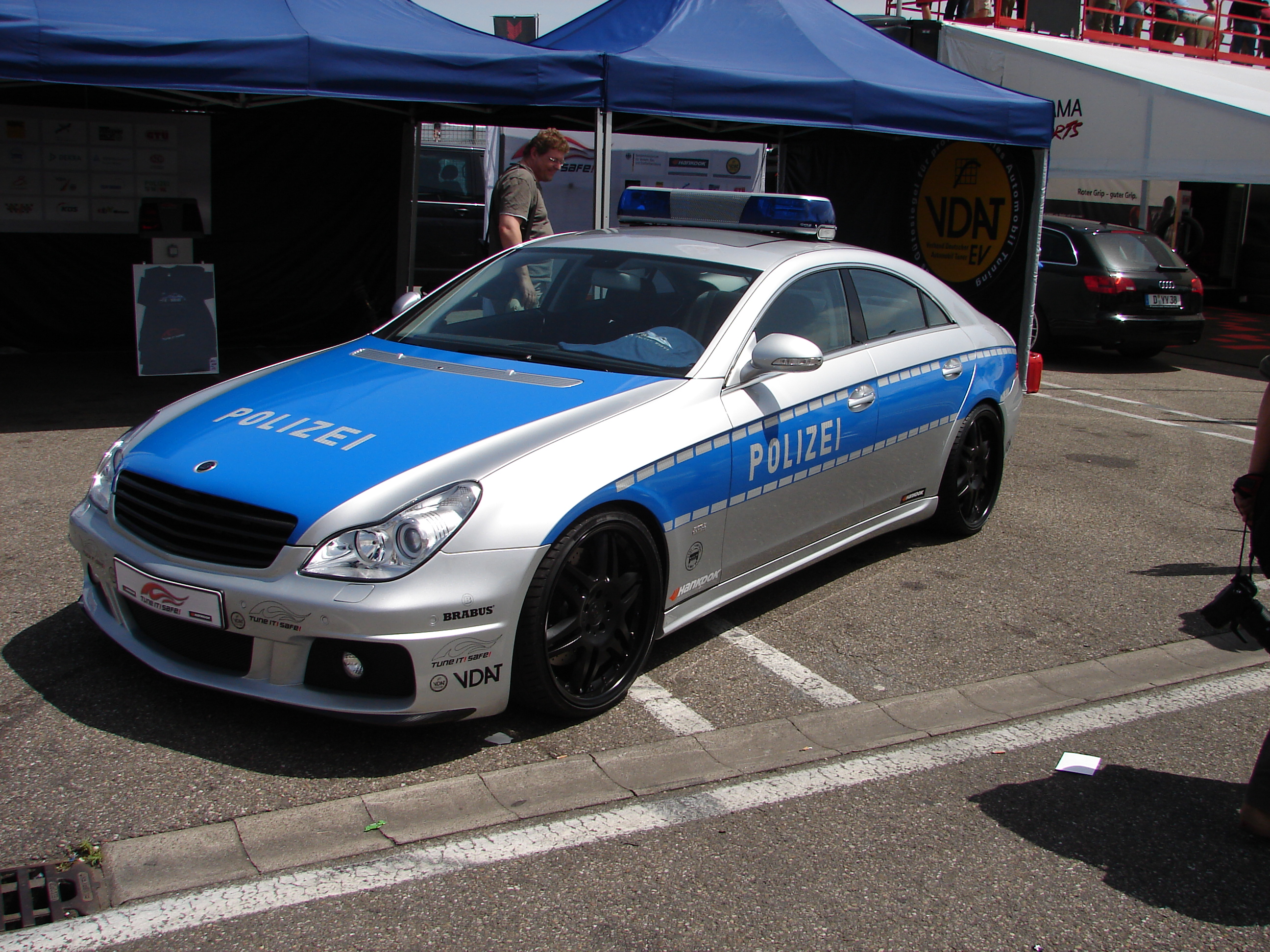
Brabus Rocket для поліції

### Швидкість
Brabus Rocket досягає максимальної швидкості, яка обмежена електронікою 350 км/год, оскільки немає відповідних стандартних шин.
У 2006 році поставив світовий рекорд швидкості серед серійних седанів — 362,4 км/год (225,2 миль/год).
Автомобіль зі спеціальними шинами в жовтні 2006 року на кільці Нардо (Італія) знову побив свій рекорд, досягнувши швидкості 365,7 км/год (227,2 миль/год), здобувши титул найшвидшого седана у світі, і зберігав цей титул до 12 листопада 2008 року коли BMW M5 Hurricane RS від G-Power розігнався до максимальної швидкісті  367,4 км/год.
| Витрати палива | Витрати палива | Динаміка        | Динаміка  |
| Тип            | л/100 км       | Розгін, км/год. | Час, сек. |
| -------------- | -------------- | --------------- | --------- |
| У Місті        | 23.2           | 0-100           | 4.0       |
| За Містом      | 10.2           | 0-200           | 10.5      |
| Змішаний       | 14.9           | 0-300           | 29.3      |

## Друге покоління

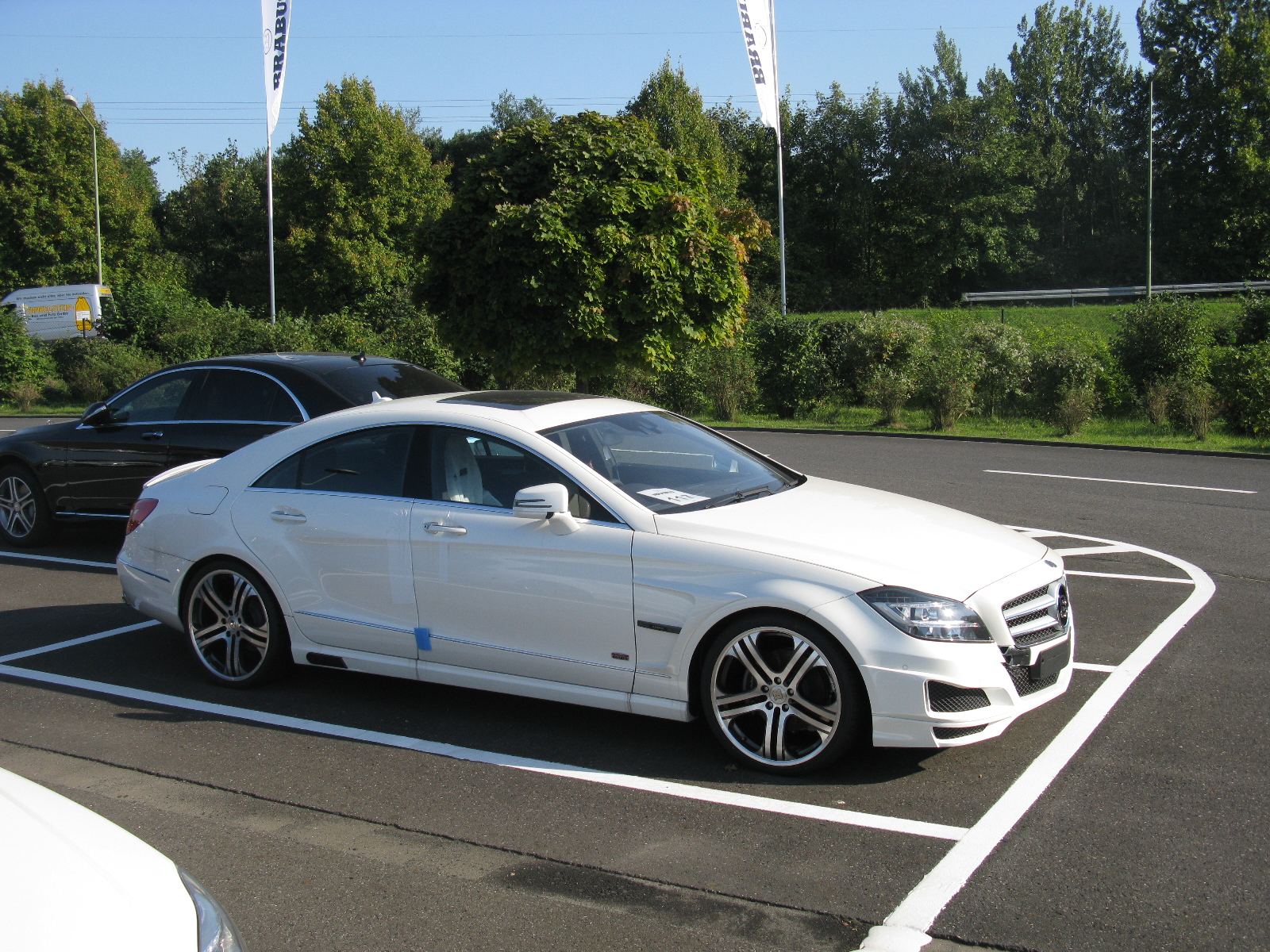
Brabus Rocket

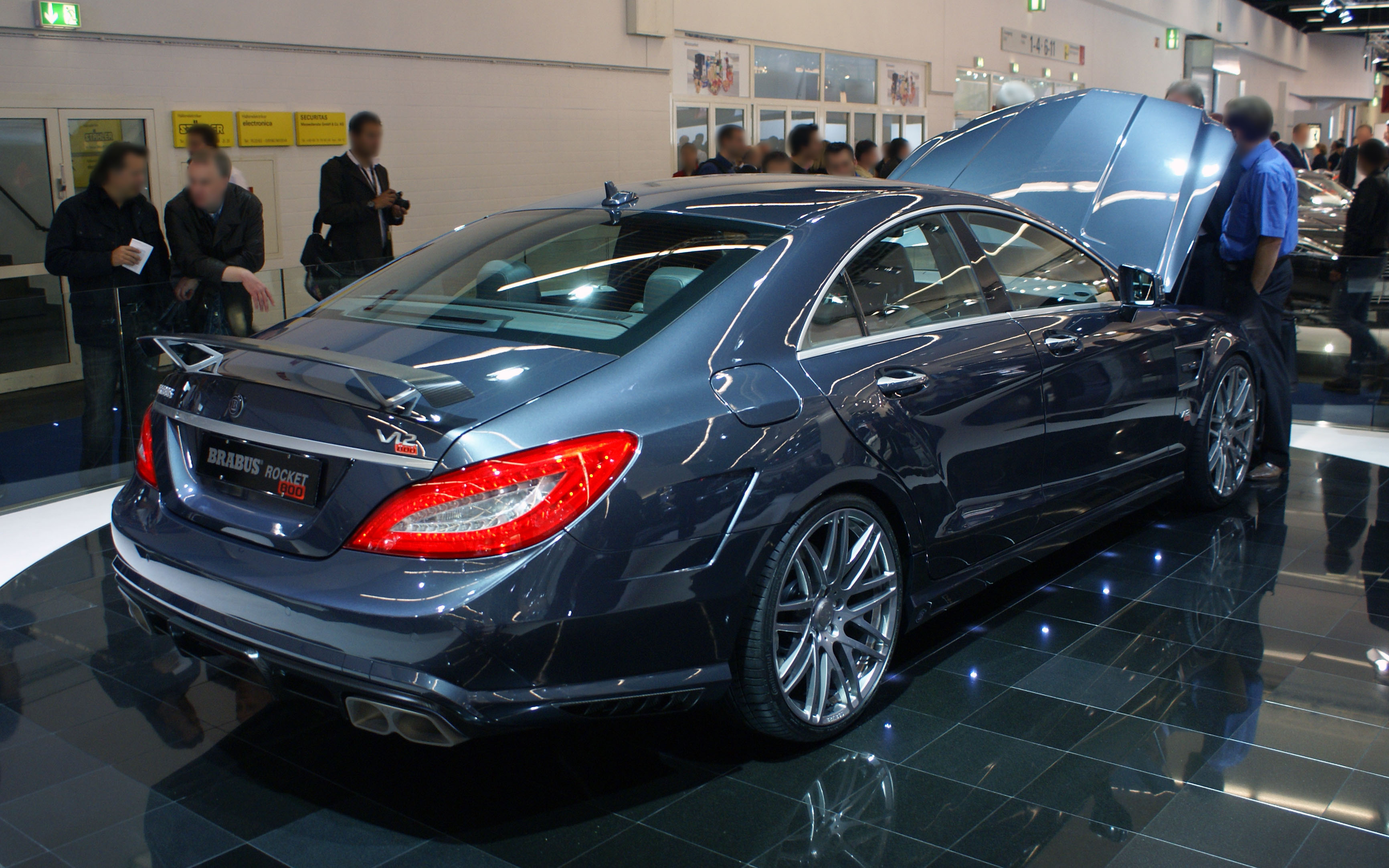
Brabus Rocket 800

Рівно через рік після запуску нового покоління CLS ательє Brabus представило «заряджений» Mercedes-Benz CLS другого покоління. Автомобіль назвали Brabus Rocket 800. Цифра в назві говорить про потужність двигуна з двома турбонаддувами із збільшеним з 5,5 до 6,3 л об'ємом. Максимальний крутний момент становив би 1420 Нм, але електроніка обмежує його на рівні 1100 Нм. Двигун агрегатується з роботизованою коробкою передач Quick-Shift. Крім того була перенастроєна підвіска автомобіля спільно з фахівцями компанії Bilstein. Автомобіль отримав посилені гальма з перенастроєною системою Brake Assist. Спереду встановлені вентильовані гальмівні диски діаметром 380 мм і 12-поршневі супорти, а ззаду — діаметром 360 мм і шестипоршневі супорти.
Brabus Rocket 800 одягли у агресивний обвіс з численними повітрозабірниками для охолодження двигуна. В інтер'єрі з'явилися спортивне кермо, обробка шкірою, вставки з вуглеволокна і алюмінію.
За заявою виробника автомобіль може развити швидкість понад 370 км/год, але її обмежують на позначці 350 км/год. Розгін до «сотні» займає 3,7 с, до 200 км/год — 9,8 с, а до 300 км/год — 23,8 с.
Автомобіль виготовляється на замовлення, а його вартість починається від 429 000 євро.

## Зноски
1. ↑  Brabus Rocket Becomes The World's Fastest Sedan [Архівовано 1 березень 2007 у Wayback Machine.] 18.08.2010
2. ↑  Brabus Rockets to 366 km/h World Record [Архівовано 22 листопада 2008 у Wayback Machine.] 18.08.2010
3. ↑  Новый самый? Бюро Brabus показало ураганный седан Rocket 800. Drive.ru. 24 сентября 2011. Архів оригіналу за 21 червня 2012. Процитовано 15 сентября 2011.